# Romain Bogaerts
Romain Bogaerts (* 23. Dezember 1993 in Namur) ist ein belgischer Tennisspieler. Er wird seit Ende 2015 auf der ATP-Homepage als inaktiv geführt.

## Karriere
Romain Bogaerts spielt hauptsächlich auf der ATP Challenger Tour und der ITF Future Tour. Er feierte bislang zwei Doppelsiege auf der Future Tour.
Sein Debüt auf der ATP World Tour gab er im August 2013 bei den Winston-Salem Open in Winston-Salem, wo er eine Wildcard für das Hauptfeld erhielt, dort jedoch in der ersten Hauptrunde an Lu Yen-hsun klar in zwei Sätzen scheiterte.